# Rafael Solbes
Rafael Solbes (Valence, 1940 — Valence, 1981) est un peintre et graveur espagnol.
Cofondateur des groupes d'artistes Estampa Popular et Equipo Crónica, Solbes est un important représentant espagnol du réalisme social (es).

## Biographie

### Jeunesse et formation
Rafael Solbes naît à Valence, en Espagne, en 1940.
Il étudie à l'Académie royale des Beaux-Arts de San Carlos, où il rencontre Juan Antonio Toledo et Manolo Valdés.

### Carrière

#### Estampa Popular
En 1964, Rafael Solbes cofonde à Valence le groupe d'artistes local du réseau Estampa Popular avec Ana Peters (es), José Marí, Rafael Martí Quinto, Manolo Valdés et Juan Antonio Toledo, soutenus par l'historien de l'art Tomás Llorens.
Ce groupe considère que les nouvelles expressions artistiques doivent prendre en compte le langage et les ressources visuelles des médias de masse. Ils utilisent en abondance les images qui en proviennent et transposent en gravure la vie valencienne et questionnent le rôle de l'art dans une époque où l'Espagne s'ouvre à l'économie de marché. Toledo, Solbes et Valdés et d'autres se réunissent en parallèle avec d'autres peintres qui se retrouvent dans un tendance artistique commune, mais qui n'aboutit qu'à une exposition qui se tient la même année. Groupe antifranquiste, son travail s'est principalement développé dans le domaine de la gravure pour faciliter sa production et sa diffusion dans la clandestinité, dans le contexte répressif du régime franquiste.

#### Equipo Crónica
En 1965, Toledo, Solbes et Valdés exposent à Paris au Salon de la jeune peinture, où ils ont une bonne réception critique. Tous les trois fondent la même année l'Equipo Crónica,. Ils se détachent d'Estampa Popular en élargissant la thématique, en se focalisant d'avantage sur la peinture et en se rapprochant du pop art. Le groupe rejette aussi l'individualisme et l'image romantique de l'artiste génial, un sujet largement débattu au sein d'Estampa Popular.
L'année suivante, Toledo abandonne le groupe, mais Rafael Solbes et Manolo Valdés continuent de travailler ensemble sur les tableaux du Siècle d'or espagnol afin de critiquer et de démystifier la culture de la deuxième moitié du XXe siècle. Cette phase, appelée « La recuperación », est le point de départ de la réalisation de dix-neuf séries, parmi lesquelles Autopsia de un oficio (1970).
Solbes et Valdés exposent à de nombreuses reprises en Espagne et à l'international, et obtiennent en 1979 la Médaille d'argent de la XIe Biennale internationale de gravure de Tokyo.
Après une longue maladie, Rafael Solbes meurt le 10 novembre 1981 à Valence, alors que la Bibliothèque nationale d'Espagne prépare l'exposition « Crónica en Madrid » et que les deux peintres travaillent à une série de variations sur Le Radeau de La Méduse de Géricault. La mort de Solbes entraîne la disparition d'Equipo Crónica et lance la carrière individuelle de Manolo Valdés,.

## Postérité
Selon Manuel García (1911-2010), critique d'art et proche d'Equipo Crónica, estime que Solbes, en étant l'un des seuls plasticiens valenciens à théoriser sa pratique artistique — avec Josep Renau et Ramón Gaya —, est fondamental pour « retrouver quarante ans de peinture espagnole à la Biennale de Venise de 1976 ».
La projection nationale et internationale d'Equipo Crónica est la plus importante des mouvements artistiques valenciens des années 1960. Le groupe a influencé le travail d'autres artistes valenciens tels que Rafael Armengol (es), Manuel Boix, Antoni Miró et Artur Heras.